# Isola di Coburg
L'isola di Coburg (in russo Остров Кобург ostrov Koburg) è una piccola isola russa nell'Oceano Artico che fa parte della Terra di Zichy nell'arcipelago della Terra di Francesco Giuseppe.
L'isola è stata così chiamata in onore della dinastia Sassonia-Coburgo-Gotha.

## Geografia
Isola di Coburg si trova nella parte nord della Terra di Zichy, nel canale di Triningen, 6,5 km a nord della costa nord-orientale dell'isola di Karl-Alexander e 4,5 km a sud dell'isola di Hohenlohe; ha una forma ovale e una lunghezza di circa 300 m.